# Pleuridium ravenelii
Pleuridium ravenelii là một loài rêu trong họ Ditrichaceae. Loài này được Austin mô tả khoa học đầu tiên năm 1877.